# HD 50282
HD 50282，又名BD-05 1845，SAO 133807、HR 2552，是一颗恒星，视星等为6.3，位于銀經217.77，銀緯-2.21，其B1900.0坐标为赤經6h 47m 27.6s，赤緯-5° -2.21′ 44″。